# Rafael Mozo Muelas
Rafael Mozo Muelas (Arcos de la Sierra, Província de Conca, 19 de juliol de 1951) és un magistrat espanyol, actual president del Consell General del Poder Judicial, de manera interina, des del 13 d'octubre de 2022.
Magistrat de la Sala Penal de l'Audiència Nacional des del juliol del 2018, fins aleshores i des del 1998, va prestar servei a l'Audiència provincial de Madrid. Va ingressar a la carrera judicial el 1985 i estigué destinat a Sant Feliu de Guíxols, Sepúlveda, Leganés i Madrid. És membre de l'associació Jutges per a la Democràcia.
Nomenat vocal el 2013 a proposta del Grup Parlamentari Socialista, Mozo fou elegit el 13 d'octubre de 2022 pels seus companys per dirigir els designis del Consell per fet de ser el conseller de més edat. Ho fa de manera temporal, substituint a l'anterior titular Carlos Lesmes Serrano, en espera de l'acord del PSOE i el PP per posar fi als prop de quatre anys d'interinitat que viu l'òrgan constitucional.